# Xiumin
Kim Min-seok (hangul: 김민석; hanja: 金珉錫; Guri, Gyeonggi, 26 de março de 1990), mais conhecido na carreira musical por seu nome artístico Xiumin (hangul: 시우민; rr: Siumin), é um cantor e ator sul-coreano. Foi apresentado como membro do grupo EXO em janeiro de 2012, estreando oficialmente em abril do mesmo ano. Iniciou sua carreira como ator em 2015 no webdrama Falling for Challenge.

## Início da vida
Xiumin nasceu em Guri, Gyeonggi, Coreia do Sul, em 26 de março de 1990. Ele era um estudante da Catholic Kwandong University, onde ele participou de um seminário e fez uma apresentação para os estudantes em Música Aplicada. Xiumin também estudou na mesma escola do Dongwoo do INFINITE.
Ele aprendeu artes marciais e possui faixa preta em Kendo e Taekwondo, tendo também treinado Wushu e Esgrima.
Em 2008, Xiumin conquistou o segundo lugar no "Everysing Contest" da S.M. Entertainment. Mais tarde, quando ele tinha apenas 18 anos, Xiumin se tornou um trainee através do sistema de casting da S.M. no mesmo ano.

## Carreira

### 2012–2015: Início da carreira
Xiumin foi revelado como o sétimo integrante do grupo masculino sino-coreano EXO em janeiro de 2012. Após pré-lançamentos, o grupo teve sua estreia oficial em 8 de abril de 2012 com o lançamento do extended play MAMA e do single MAMA. Em novembro de 2013, Xiumin fez uma aparição ao lado de atriz Kim Yoo-jung no vídeo musical "Gone"  da cantora Jin, agora uma integrante do girl group Lovelyz.
Em janeiro de 2015, ele estrelou no musical em holograma da S.M. Entertainment, School OZ, interpretando o personagem Aquila ao lado de seus companheiros de empresa Changmin, Key, Luna, Suho e Seulgi. Em outubro de 2015, Xiumin desempenhou o papel principal junto com a atriz Kim So-eun na web drama Falling for Challenge. Sua primeira canção solo, titulada "You Are The One", foi lançada como trilha sonora do drama. Falling for Challenge mais tarde passou a se tornar o web drama mais assistido na Coreia do Sul em 2015.

### 2016–presente: Atividades solo e EXO-CBX
Em fevereiro de 2016, Xiumin participou do single "Call You Bae" da Jimin do AOA, também aparecendo no vídeo musical. A canção foi muito bem recebida, ficando no topo de grande parte das paradas musicais sul-coreanas após o seu lançamento. Em julho de 2016, foi lançado o primeiro filme de sua carreira, este intitulado Seondal: The Man Who Sells the River. Poucos meses depois, em agosto de 2016, ele colaborou com Chen e Baekhyun, dois membros do EXO, em uma trilha sonora titulada "For You" para o drama Moon Lovers: Scarlet Heart Ryeo.
Em outubro de 2016, a S.M. Entertainment anunciou que, juntamente de Chen e Baekhyun, Xiumin iria estrear na primeira subunidade oficial do EXO, chamada EXO-CBX. A estreia da subunidade ocorreu em 31 de outubro, com o lançamento de um álbum titulado Hey Mama! e de um clipe de mesmo nome. Em março de 2017, foi revelado que Xiumin, ao lado de Suho, narraria o documentário Korea From Above para a Mountain TV. O documentário estreou em 3 de abril do mesmo ano através do Naver TV Cast. Em 7 de junho de 2017, lançou o single "Young & Free" através do projeto SM Station, em colaboração com Mark Lee do NCT.
Em abril de 2019, foi anunciado que Xiumin iria se alistar para o serviço militar obrigatório em 7 de maio de 2019. Ele serviu como soldado ativo por um período de 19 meses. Sua dispensa aconteceu em 06 de Dezembro de 2020. 

## Discografia

### Canções
| Título                                                                                   | Ano          | Melhor posição nas paradas | Melhor posição nas paradas | Vendas (DL)     | Álbum                               |
| Título                                                                                   | Ano          | KOR Gaon                   | CHN Baidu                  | Vendas (DL)     | Álbum                               |
| Colaborações                                                                             | Colaborações | Colaborações               | Colaborações               | Colaborações    | Colaborações                        |
| ---------------------------------------------------------------------------------------- | ------------ | -------------------------- | -------------------------- | --------------- | ----------------------------------- |
| "Call You Bae" (Jimin feat. Xiumin)                                                      | 2016         | 5                          | 18                         | - KOR: 661,196  | Lançamento sem álbum                |
| Trilhas sonoras                                                                          |              |                            |                            |                 |                                     |
| "You Are The One"                                                                        | 2015         | 62                         | 2                          | - KOR: 26,196   | Falling for Challenge OST           |
| "For You" (com Baekhyun & Chen)                                                          | 2016         | 5                          | —                          | - KOR: 597,426+ | Moon Lovers: Scarlet Heart Ryeo OST |
| "—" indica lançamentos que não figuraram nas paradas ou não foram lançados nessa região. |              |                            |                            |                 |                                     |

## Filmografia

### Filmes
| Ano  | Título                               | Papel | Notas |
| ---- | ------------------------------------ | ----- | ----- |
| 2016 | Seondal: The Man Who Sells the River | Gyeon |       |

### Dramas
| Ano  | Título                | Emissora      | Papel      | Notas                                    |
| ---- | --------------------- | ------------- | ---------- | ---------------------------------------- |
| 2015 | EXO Next Door         | Naver TV Cast | Xiumin     | Recorrente; versão ficcional de si mesmo |
| 2015 | Falling For Challenge | Naver TV Cast | Na Do-jeon |                                          |

### Teatro
| Ano  | Título    | Papel  | Notas |
| ---- | --------- | ------ | ----- |
| 2015 | School OZ | Aquila |       |

### Programas de televisão
| Ano  | Título                 | Emissora  | Papel            | Notas                  |
| ---- | ---------------------- | --------- | ---------------- | ---------------------- |
| 2015 | Crime Scene 2          | JTBC      | Elenco principal | Episódios 5-7          |
| 2015 | Travel without Manager | Cookat TV | Elenco principal | Episódios 1-8 com Chen |

## Videografia

### Aparições em vídeos musicais
| Ano  | Título                | Artista                 | Notas                             |
| ---- | --------------------- | ----------------------- | --------------------------------- |
| 2013 | "Gone"                | Jin                     |                                   |
| 2014 | "A Glass of Soju"     | Lim Chang-jung          | MV de refilmagem para Exo 90:2014 |
| 2016 | "Call You Bae"        | Jimin feat. Xiumin      |                                   |
| 2016 | "Sound of Your Heart" | SMTOWN & Steve Barakatt | com Baekhyun                      |

## Prêmios e indicações
| Ano  | Premiação            | Categoria            | Trabalho indicado     | Resultado |
| ---- | -------------------- | -------------------- | --------------------- | --------- |
| 2015 | 4th APAN Star Awards | Prêmio por web drama | Falling for Challenge | Venceu    |